# Orlando Octacílio Dotti
Orlando Octacílio Dotti OFMCap (* 22. Juni 1930 in Antonio Prado, Brasilien) ist ein römisch-katholischer Geistlicher und Altbischof von Vacaria.

## Leben
Orlando Octacílio Dotti trat der Ordensgemeinschaft der Kapuziner bei und empfing am 8. April 1956 die Priesterweihe.
Papst Paul VI. ernannte ihn am 12. März 1969 zum ersten Bischof des neuerrichteten Bistums Caçador. Der Erzbischof von São Luís do Maranhão, Paulo Eduardo Andrade Ponte, spendete ihm am 25. Mai desselben Jahres die Bischofsweihe; Mitkonsekratoren waren Rino Carlesi MCCJ, Bischof von Balsas, und Miguel Fenelon Câmara Filho, Erzbischof von Teresina.
Am 1. April 1976 wurde er zum Bischof von Barra ernannt. Papst Johannes Paul II. ernannte ihn am  30. Mai 1983 zum Koadjutorbischof von Vacaria. Nach der Emeritierung Henrique Gelains folgte er ihm am 5. Februar 1986 als Bischof von Vacaria nach. Von seinem Amt trat er am 12. November 2003 zurück.